# 尚塔藏
尚塔藏（?—?），亦作尚榻藏、尚腊藏。唐代吐蕃赤祖德赞时大臣。
尚塔藏属蔡邦氏家族。819年，与吐蕃节度使论二摩、中书令尚绮心儿共领兵约十五万，围攻唐朝盐州，党项首领发兵驱羊马相助。历时三旬，所部以飞梯、鹅车、木驴等四面齐攻，攻城不克，损兵万余人，于是退兵。敦煌伯3395号卷有关于此人的“吐蕃宰相尚腊藏嘘律钵得病设斋文”。有人认为他就是吐蕃大相尚绮心儿。